# 紀元前335年
紀元前335年（きげんぜん335ねん）は、ローマ暦の年である。
当時は、「カレヌスとコルウスが共和政ローマ執政官に就任した年」として知られていた（もしくは、それほど使われてはいないが、ローマ建国紀元419年）。紀年法として西暦（キリスト紀元）がヨーロッパで広く普及した中世時代初期以降、この年は紀元前335年と表記されるのが一般的となった。

## 他の紀年法
- 干支 : 丙戌
- 日本
  - 皇紀326年
  - 孝安天皇58年
- 中国
  - 周 - 顕王34年
  - 秦 - 恵文君3年
  - 楚 - 威王5年
  - 斉 - 威王22年
  - 燕 - 文公27年
  - 趙 - 粛侯15年
  - 魏 - 恵王35年
  - 韓 - 昭侯28年
- 朝鮮
  - 檀紀1999年
- ベトナム :
- 仏滅紀元 : 210年
- ユダヤ暦 :

## できごと

### ギリシア
- デルポイ（ピューティアーと呼ばれる巫女たちが彼に「不敗」と告げた場所）を通ってマケドニアへと戻り、マケドニア王アレクサンドロス3世は、マケドニア王国の北の国境線としてドナウ川を確保するために、トラキアへと進撃する。シプカ峠へと突き進み、トリバッリ（英語版）を粉砕したあと、彼はドナウ川を渡ってゲタイを散り散りにする。西へ向かうと、次に彼はマケドニアに侵攻してきたイリュリア人の連合を打ち負かして粉砕する。
- アレクサンドロス3世がイリュリア人に殺されたとの噂が流れ、テーバイ人やアテネ人が再び武器を取る。アレクサンドロスはこのギリシア人を破り、テーバイを破壊する。テーバイでは6000人が殺され、生き残りはすべて奴隷として売られた。
- テーバイを征服したあと、アレクサンドロスは傭兵隊長のカレス（英語版）とカリデモス（英語版）などの引渡しを求める。カレスはトローアスへと逃亡し、カリデモスは失踪してペルシアへ避難した。
- アレクサンドロスはアテネの雄弁家で外交官であるデマデスを尊敬していたので、反乱に関与していたにもかかわらず、アテネ人を寛大に扱った。フォキオン率いるアテネの特別外交団は、反マケドニア派と対立していたが、アレクサンドロスを説得して、反マケドニア党、特にデモステネスの追放の要請を断念させた。
- アリストテレスがマケドニアからアテネへと戻り、古いギムナシウムにリュケイオンという逍遥学派の学園を開く。ここには自然史の博物館や動物園や図書館が付属していた。

### 共和政ローマ
- マルクス・ウァレリウス・コルウスが4度目に共和政ローマの執政官に選ばれる。
- カンパニアのカレス（英語版）市（現在のカルヴィ）をローマが取り、そこにローマの植民市を建立する。

### 中国
- 秦が韓を攻撃し、宜陽を奪った。
- 斉の威王が田嬰を彭城に封じた。

## 芸術
- 彫刻家のプラクシテレスがアテネで活発な仕事を終える（おおよその年代より遅い可能性あり）

## 誕生
- ヘロフィロス、古代ギリシアの医学者（+ 紀元前280年）
- ゼノン、キプロス島キティオン出身の哲学者でストア派の創始者（+ 紀元前263年）

## 死去
- シラクサのヒケタス（英語版）、ギリシアの数学者で哲学者（紀元前400年）
- エウブロス（英語版）、アテネの政治家（紀元前405年）